# Johannes Johannis Nordman
Johannes Johannis Nordman, född 30 april 1678 i Linköpings församling, Östergötlands län, död 14 maj 1722 i S:t Laurentii församling, Östergötlands län, var borgmästare i Söderköping.
Nordman föddes 30 april 1678 i Linköping. Han var son till borgmästaren Johan Nordman i staden. Nordman arbetade som landsfiskal i Östergötlands län och han blev 1704 borgmästare i Söderköpings stad. Mellan 1711 och 1712 arbetade han även som postmästare. Nordman avled 14 maj 1722 i Söderköping.